# Plastyka (grupa artystyczna)

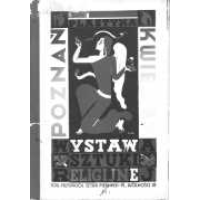
Wystawa sztuki religijnej (1934)

Grupa Plastyków Wielkopolskich „Plastyka” – grupa artystyczna powstała w Poznaniu 1 listopada 1925. Działała do roku 1939.
Grupa nie miała wyraźnego programu artystycznego, a skupieni w niej artyści prezentowali szeroki wachlarz zainteresowań stylowych (impresjonizm, kubizm, modernizm i naturalizm). Od 1926 do zakończenia działalności grupa zorganizowała około 30 wystaw zbiorowych lub indywidualnych, nie tylko w Poznaniu, ale też w innych miastach Polski i poza jej granicami. 
Członkami grupy byli m.in. Bronisław Bartel, Edmund Czarnecki, Leon Dołżycki, Krystyna Dąbrowska, Zofia Dziurzyńska-Rosińska, Zdzisław Eichler, Adam Hanytkiewicz, Wawrzyniec Kaim, Rudolf Krzywiec, Józef Krzyżański, Tadeusz Lipski, Hieronim Malina, Karol Mondral, Józef Oźmin, Łucja Oźmin, Stanisław Powalisz, Stanisław Repeta, Władysław Roguski, Feliks Szmyt, Zygmunt Szpingier, Marian Turwid, Tadeusz Walkowski, Bazyli Wojtowicz, Czesław Woźniak, Jan Wysocki i Jan Żok.